# NGC 261
 NGC 261 là một tinh vân khuếch tán nằm trong chòm sao Đỗ Quyên. Nó được phát hiện vào ngày 5 tháng 9 năm 1826 bởi James Dunlop.